# Myodes gapperi
Myodes gapperi là một loài động vật có vú trong họ Cricetidae, bộ Gặm nhấm. Loài này được Vigors mô tả năm 1830.

## Hình ảnh

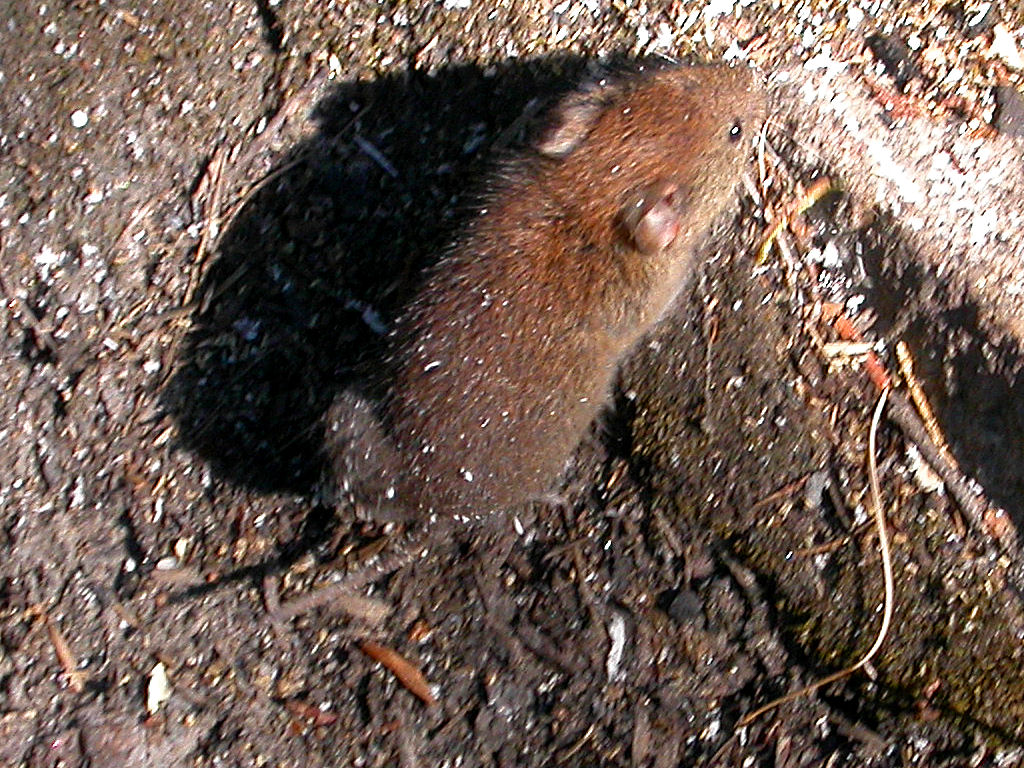